# NGC 7056
NGC 7056 = IC 1382 ist eine Balken-Spiralgalaxie vom Hubble-Typ SBbc im Sternbild Pegasus auf der Ekliptik. Sie ist schätzungsweise 249 Millionen Lichtjahre von der Milchstraße entfernt.
Das Objekt wurde am 17. September 1863 von Albert Marth entdeckt.